# Lino Miserotti
Lino Miserotti (Alseno, 31 luglio 1948) è un politico italiano del Partito Pensionati.

## Biografia
È candidato per la prima volta alla Senato della Repubblica alle elezioni politiche del 2001, nel collegio uninominale n° 7 (Lodi), dove ottiene tuttavia l'1,30% dei voti, venendo quindi sconfitto e giungendo ottavo.
Alle elezioni politiche del 2006, grazie all'alleanza tra i Pensionati ed il centro-sinistra di Romano Prodi, è candidato alla Camera dei Deputati, nelle circoscrizione Liguria, nelle liste de L'Ulivo (in quota Partito Pensionati, in nona posizione), risultando tuttavia il secondo dei non eletti.
Alle elezioni politiche del 2008 è ricandidato alla Camera dei Deputati, nella circoscrizione Lombardia 2, nelle liste del Popolo della Libertà (in quota Partito Pensionati, in ventunesima posizione), senza venire tuttavia eletto. Il 4 aprile 2012, in seguito alle dimissioni di Marco Airaghi, diventa deputato della XVI Legislatura. Alla Camera aderisce - come esponente dei Pensionati - al gruppo parlamentare del Popolo della Libertà, abbandonando quest'ultimo il 12 dicembre 2012, data in cui aderisce al Gruppo misto e all'interno del quale rimane sino alla fine della legislatura.
Alle successive elezioni politiche del 2013 è candidato al Senato della Repubblica, in regione Lombardia, nelle liste del Partito Pensionati (in terza posizione, dopo Carlo Fatuzzo e Giacinto Boldrini), tuttavia non viene eletto in quanto il partito non supera la soglia di sbarramento a livello regionale.
Alle elezioni regionali in Veneto del 2015 è candidato come capolista del Partito Pensionati, in provincia di Vicenza, per la carica di consigliere regionale, ottiene 8 preferenze e il partito, a causa del mancato raggiungimento della soglia di sbarramento, non elegge alcun esponente.
In occasione delle elezioni amministrative del 2016 a Milano, si candida per la carica di consigliere comunale nelle liste del Partito Pensionati, senza venire però eletto.